# Joe Manganiello
Joseph Michael Manganiello (Pittsburgh, Pensilvania; 28 de diciembre de 1976) es un actor estadounidense-italiano.

## Primeros años
Manganiello nació en Pittsburgh, Pensilvania, y creció en Mt. Lebanon, un suburbio al sur de la ciudad. Es hijo de Charles y Susan Manganiello. Manganiello tiene ascendencia italiana (Sicilia), armenia y austríaca, era estudiante de la St. Bernard School, una escuela católica de Mt. Lebanon, y después asistió al Mt. Lebanon High School, donde se graduó en 1995. Creció jugando al fútbol, baloncesto y voleibol, jugó al fútbol americano en la escuela secundaria, y fue el capitán de su equipo de baloncesto y del equipo de voleibol. Manganiello ganó el papel de Jud Fry en la producción de su escuela, Oklahoma!, y se involucró en el estudio de televisión de la escuela. Los fines de semana, pedía prestado el equipo para hacer cine con sus amigos, y se interesó en la actuación para convertirse en un cineasta más que aficionado.
Después de sufrir lesiones en el fútbol americano, Manganiello hizo una audición para la Carnegie Mellon School of Drama, en su último año en la escuela secundaria. No fue aceptado, por lo que se matriculó en la Universidad de Pittsburgh y allí hizo teatro. Manganiello volvió a inscribirse en la Carnegie Mellon un año más tarde, y fue uno de los 17 estudiantes aceptados en el programa de interpretación. Actuó en producciones de teatro y escribió, produjo y actuó en una película de estudiantes llamada Out of Courage 2. Manganiello se graduó en 2000 con un BA en interpretación. Manganiello estudió todos los estilos de teatro clásico cuando estuvo allí. Viajó a Nueva York y Los Ángeles a través de su universidad para participar en audiciones de grupo, lo que le proporcionó contactos en el negocio del entretenimiento.

## Carrera

### Cine y televisión
Manganiello se mudó a Los Ángeles después de graduarse de la Universidad Carnegie Mellon. Rápidamente firmó con un agente de talentos, y 3 días después, hizo la prueba para el papel de Peter Parker en la película de Sam Raimi, Spider Man de 2002. Manganiello no consiguió el papel protagonista pero logró el de Eugene "Flash" Thompson, némesis de Peter Parker, consiguiendo actuar junto a Tobey Maguire, Kirsten Dunst, James Franco, y Willem Dafoe, en su primer trabajo de calidad en la universidad. Repitió el mismo papel varios años más tarde, haciendo un breve cameo al final de Spider-Man 3 en 2007.
Manganiello comenzó a encontrar trabajo en la televisión, interpretando al novio de Tori Spelling en So NoTORIous de VH1 en 2006, y fue la estrella invitada en Las Vegas, Jake in Progress y Close To Home ese mismo año. En 2007, apareció en "My No Good Reason", un episodio dirigido por Zach Braff de la serie Scrubs de NBC, y en la telenovela nocturna American Heiress de MyNetwork TV. También interpretó al agente Litchman, el amante del personaje interpretado por Linda Cardellini, en 4 episodios de la serie ER de NBC.
Manganiello también interpretó a Brad, el compañero de la facultad de Derecho de Marshall Eriksen, interpretado por Jason Segel, en varias temporadas de la comedia de CBS How I Met Your Mother. En 2008, se unió al reparto del drama de The CW One Tree Hill para su quinta temporada, interpretando al camarero Owen Morello, el amante de Sophia Bush. Manganiello desapareció de la serie en Wilmington, Carolina del Norte, y regresó a su sexta y séptima temporadas. Interpretó a Stu en la comedia de Fox Til Death durante dos episodios, y protagonizó el cortometraje Wounded, escrito por Gloria Calderon Kellett ese mismo año,.
Actuó en la película bélica que salió directa a DVD Behind Enemy Lines: Colombia en 2009, junto con el luchador profesional de la WWE, Ken Kennedy. Manganiello interpretó al teniente Sean Macklin, un líder de equipo de los Navy SEALs. Una película de Fox Home Entertainment filmada en Puerto Rico Manganiello apareció en Medium en 2009, y ha sido actor invitado en las tres series de la franquicia de televisión CSI, de la cadena CBS: CSI: Crime Scene Investigation, CSI: Miami y CSI: NY. Tuvo un papel en la película independiente Irene in Time, escrita y dirigida por Henry Jaglom.
En 2010, Manganiello apareció en anuncios de televisión de Taco Bell en la promoción de su nuevo producto, el Tortada. Apareció en los pilotos de televisión de 100 Questions y la comedia de Pittsburgh, Livin' on a Prayer, escrita en parte por el escritor y compañero de How I Met Your Mother, Kourtney Kang.
Manganiello desempeña el papel del hombre lobo Alcide Herveaux en True Blood de HBO. Su personaje llegó a la tercera temporada de la serie como un guardaespaldas contratado por Eric Northman (Alexander Skarsgård) para proteger a Sookie Stackhouse (Anna Paquin), cuando su novio, el vampiro Bill Compton (Stephen Moyer), desaparece. Manganiello describe la relación de estos cuatro personajes como "amor cuadrado".
True Blood ya era el programa de televisión favorito de Manganiello cuando se unió al reparto. Hizo una prueba para interpretar a Coot, otro hombre lobo en la serie, pero se le pidió que dijera el diálogo de Alcide en su lugar. Manganiello se dejó crecer la barba y entrenó durante cinco meses para agregar el músculo para el papel; La autora Charlaine Harris había descrito a Alcide que tenía "los brazos del tamaño de cantos rodados". Manganiello ha firmado para ser un miembro del reparto regular.
En 2024 se anunció su participación en la segunda temporada de la serie One Piece, adaptada del manga homónimo, en el papel del antagonista Mr. 0.

### Teatro
Mientras estudiaba en la Universidad Carnegie Mellon, Manganiello apareció como Lorenzo en The Merchant of Venice en el Teatro de Quantum e interpretó a Joe Pittsburgh en el estreno de The Last Night of Ballyhoo de Starlight Productions.Interpretó a "The Chick Magnet" en mayo de 2007 en el estreno en Nueva York de Skirts & Flirts, un monólogo de Gloria Calderon Kellett, que fue finalista en Aspen Comedy Festival de HBO. Interpretó a Stanley Kowalski en Un tranvía llamado Deseo para el West Virginia Public Theatre en 2008, dirigida por su antiguo profesor de Carnegie Mellon, Geoffrey Hitc.
Manganiello protagonizó el estreno en la costa oeste de Unusual Acts of Devotion de Terrence McNally en junio de 2009, junto con Doris Roberts, Richard Thomas, Harriet Harris y Maria Dizzia. Él interpretó a Leo Belraggio, un músico de jazz de Nueva York. La obra fue dirigida por Trip Cullman en La Jolla Playhouse de la Universidad de California en San Diego. Manganiello trabajó con el dramaturgo apreciado en la creación de su papel en 2008 en la Ojai Playwrights Conference.

## Otros trabajos
Joe Manganiello también ha narrado "Dragon Bones", una novela de fantasía del New York Times, autora Patricia Briggs. Este es el primer libro de la serie Hurog y es producido por Buzzy Multimedia.

## Vida personal
Desde 2010, Manganiello vive en Los Ángeles, California. Es partidario de Until There's a Cure, una organización benéfica dedicada a la lucha contra el VIH/sida, y aparece en anuncios de servicio al público para la organización. Manganiello es fan de los Pittsburgh Steelers y produjo y dirigió el corto documental "DieHardz" de 2007, sobre los fanáticos de los Steelers que se reúnen en un bar en Los Ángeles. Manganiello era un Roadie de la banda Goldfinger. Es amigo del cantante John Feldmann y fue a la gira internacional con el grupo de seguridad.
El 13 de agosto de 2010 asistió al evento WWE SummerSlam Kick-Off, en el Hotel Roosevelt de Los Ángeles que fue a beneficencia de la Muscular Dystrophy Association. El 16 de agosto de 2010, estuvo presente en la WWE en Monday Night Raw en el Staples Center de Los Ángeles. El 12 de septiembre de 2010, se organizó un chat en vivo en Bloodcopy.com, un sitio web afiliado a True Blood. Manganiello conoció a la modelo y actriz Audra Marie a principios de 2009, en "the Commissioner's Ball" cuando los Steelers ganaron la Super Bowl. Comenzaron a salir seis meses después. Manganiello y Marie se comprometieron en Italia en octubre de 2010.
A comienzos de 2014, el actor empezó a salir con la actriz de televisión Sofía Vergara, con la cual contrajo matrimonio el 22 de noviembre de 2015. El 17 de julio del 2023 la pareja anunció su separación, dando fin así a 7 años de matrimonio, tras lo cual se separaron el 20 de julio del 2023, la causa fue que Mangianello deseaba tener un hijo con Vergara (ella tiene sus óvulos congelados) y ésta se negó a usarlos, ocasionando diferencias irreconciliables.
Entre sus aficiones también destaca el juego de rol Dungeons & Dragons. Ha aparecido en episodios de The Big Bang Theory, Nerd Poker, CelebriD&D, el canal de YouTube Critical Role y Force Grey jugando a este juego.

## Filmografía

### Películas
| Año  | Título                              | Personaje                  |
| ---- | ----------------------------------- | -------------------------- |
| 1999 | Out of Courage 2: Out for Vengeance | Ruslan Zmeyev              |
| 2002 | Spider-Man                          | Flash Thompson             |
| 2006 | A.K.A.                              | Brian                      |
| 2007 | Spider-Man 3                        | Flash Thompson             |
| 2008 | Impact Point                        | Matt Cooper                |
| 2008 | Wounded                             | Paciente                   |
| 2009 | Not Evelyn Cho                      | Ryan                       |
| 2009 | Tras la línea enemiga 3: Colombia   | Teniente Sean Macklin      |
| 2009 | Irene in Time                       | Charlie                    |
| 2012 | Magic Mike                          | Big Dick Richie            |
| 2012 | Qué esperar cuando estás esperando  | Davis                      |
| 2014 | Sabotage                            | Grinder                    |
| 2015 | La última canción                   | Curtis                     |
| 2015 | Magic Mike XXL                      | Big Dick Richie            |
| 2016 | Pee-wee's Big Holiday               | Él mismo                   |
| 2017 | Liga de la Justicia                 | Slade Wilson / Deathstroke |
| 2017 | Smurfs: The Lost Village            | Pitufo Fortachón           |
| 2018 | Rampage                             | Burke                      |
| 2019 | Stano                               | Sonny Stano                |
| 2020 | The Sleepover                       | Leo                        |
| 2020 | Archenemy                           | Max Fist                   |
| 2021 | Zack Snyder's Justice League        | Slade Wilson / Deathstroke |
| 2021 | Shoplifters of the World            | Mickey "Full Metal Mickey" |
| 2021 | Koati                               | Balam (voz)                |
| 2022 | Metal Lords                         | Dr Troy Nix                |
| 2023 | El último baile de Magic Mike       | Big Dick Richie            |
| 2023 | The Kill Room                       | Reggie                     |
| 2025 | Nonnas                              | Bruno                      |

### Televisión
| Año(s)      | Título                         | Personaje         | Notas                                       |
| ----------- | ------------------------------ | ----------------- | ------------------------------------------- |
| 2006        | Jake in Progress               | Rick Cavanaugh    | Episodio: "Notting Hell"                    |
| 2006        | CSI: Crime Scene Investigation | Tom Harper        | Episodio: "Daddy's Little Girl"             |
| 2006        | Las Vegas                      | Carson Stuart     | Episodio: "Urban Legend"                    |
| 2006        | Close to Home                  | James Miller      | Episodio: "Escape"                          |
| 2006        | So Notorious                   | Scott             | Episodios: "Plucky" (piloto), "Whole"       |
| 2006-2014   | How I Met Your Mother          | Brad              | Recurrente                                  |
| 2007        | Scrubs                         | Chad Miller       | Episodio: "My No Good Reason"               |
| 2007        | American Heiress               | Solomon Cortez    | 65 episodios                                |
| 2007        | ER                             | Oficial Litchman  | 4 episodios                                 |
| 2008 - 2010 | Til Death                      | Stu               | Episodios: "Joy Ride", "Snore Loser"        |
| 2008 - 2010 | One Tree Hill                  | Owen Morello      | 13 episodios                                |
| 2009        | CSI: Miami                     | Tony Ramirez      | Episodio: "Target Especific"                |
| 2009        | Medium                         | Angelo Filipelli  | Episodio: "Once in a Lifetime"              |
| 2009        | CSI: NY                        | Rob Meyers        | Episodio: "Criminal Justice"                |
| 2010        | 100 Questions                  | Rick              | Episodio: "What Brought You Here?" (piloto) |
| 2010        | Livin' on a Prayer             | Doug              | Piloto                                      |
| 2010-2014   | True Blood                     | Alcide Herveaux   | Recurrente, temporadas 3-7                  |
| 2016        | Mom                            | Julian            | Episodio: "Cinderella and a Drunk MacGyver" |
| 2019        | Daybreak                       | Sr. Karl Pokaski  | 1 episodio                                  |
| 2019        | The Big Bang Theory            | él mismo          | 1 episodio                                  |
| 2022        | Love, Death and Robots         | Sargento          | 1 episodio                                  |
| 2023        | Mythic Quest                   | él mismo          | 2 episodios                                 |
| 2025        | One Piece                      | Mr. 0 / Crocodile |                                             |

## Premios
| Año  | Grupo                    | Premio                                                 | Trabajo                                       | Resultado |
| ---- | ------------------------ | ------------------------------------------------------ | --------------------------------------------- | --------- |
| 2011 | NewNowNext Awards        | 'Cause You're Hot                                      | True Blood                                    | Ganador   |
| 2011 | Saturn Award             | Mejor actor invitado en Televisión                     | True Blood                                    | Ganador   |
| 2011 | Scream Award             | Mejor interpretación – Masculino                       | True Blood                                    | Ganador   |
| 2011 | Scream Award             | Mejor elenco                                           | True Blood                                    | Ganador   |
| 2012 | Teen Choice Awards       | Mejor actor masculino: Masculino                       | What To Expect When You're Expecting          | Nominado  |
| 2013 | MTV Movie Awards         | Mejor musical                                          | Magic Mike                                    | Nominado  |
| 2014 | Maui Film Festival       | Triple Threat Award (Dirección, Producción, Actuación) | La Bare                                       | Ganador   |
| 2017 | Mid-Atlantic Emmy Awards | Mejor narrador en programa                             | Pittsburgh is Home: The Story of the Penguins | Ganador   |